# Heba Saadia
Heba Saadia (en árabe: هبه سعدية‎, romanizado: Hība Saʿadiyya, también escrito Saadieh), es una árbitro de fútbol palestina.

## Primeros años de vida
Heba Saadia nació de padres palestinos en el campo de refugiados de Yarmouk, una comunidad de refugiados palestinos, en Damasco, Siria.
Comenzó a jugar al fútbol con aspiraciones de jugar para la selección nacional palestina, y estudió educación física en la universidad de Damasco.

## Carrera
Se convirtió en árbitro después de no poder avanzar en su carrera como jugadora. Saadia consideró arbitrar cuando vio un grupo de árbitros sin mujeres y, después de preguntar sobre la falta, el grupo le sugirió que se uniera. En Siria, fue cuarta árbitro en partidos de liga; al tener que huir de Siria cuando estalló la guerra civil, se mudó primero a Malasia y luego a Suecia, viviendo en Estocolmo, donde obtuvo su licencia de árbitro de la FIFA. Arbitró partidos de liga de la división 1 en Suecia y obtuvo su insignia internacional en 2016.
Además de las asociaciones de fútbol de los países en los que trabajó, Saadia también entrenó con la Asociación Palestina de Fútbol (PFA) y la Confederación Asiática de Fútbol (AFC) para mejorar su forma física y deseaba sobresalir como árbitro. La PFA y la AFC entregaron informes regulares de su entrenamiento a la FIFA, quien respondió con observaciones sobre las cuales se basó.
Habiendo oficiado en la Copa Asiática femenina y los Juegos Olímpicos de Tokio 2020, así como en el fútbol internacional masculino en el Torneo Maurice Revello y la  Copa Asiática Sub-20 de la AFC 2023, Saadia fue nombrada oficial de la Copa Mundial Femenina de Fútbol de 2023 en enero de 2023, convirtiéndose en el primer árbitro palestino de cualquier género en ser designado para un torneo final de la Copa del Mundo. Ella se desempeñará como árbitro asistente en el torneo.